# Ilha Daru
Daru é uma ilha na Província Ocidental da Papua-Nova Guiné. Está localizada no Golfo de Papua, perto da foz do Rio Oriomo. A altitude máxima é de 24 metros acima do nível do mar.